# Внутрішньо-маткова інсемінація
Внутрішньо-маткова інсемінація (ВМІ) — це допоміжна репродуктивна технологія, яка полягає у введенні безпосередньо до матки жінки спеціально підготовленої сперми чоловіка.

## Суть методу
При ВМІ сперму роблять більш концентрованою, вибирають найбільш активних та життєздатних сперматозоїдів та допомагають їм долати бар'єр шийки матки, вводячи безпосередньо до самої матки. Надалі все відбувається як при звичайному зачатті: сперматозоїди повинні по маткових трубах добратись до яйцеклітини і запліднити її.
Ефективність ВМІ може бути від 2% до 40%, але на практиці у середньому складає не більше 15%.

## Покази
Основним показом до застосування ВМІ є шийковий фактор, коли сперматозоїди чоловіка знерухомлюються при попаданні до цервікального каналу шийки матки.
ВМІ не проводять при непрохідності чи затрудненій прохідності маткових труб. У таких випадках застосовують запліднення in-vitro (ЗІВ, IVF).

## Переваги методу
- простота
- наближеність до природного способу запліднення
- використання мінімуму препаратів
- мінімальність втручання в організм жінки
- відносно невисока ціна